# Campeonato Mundial de Curling Mixto Doble de 2009
El II Campeonato Mundial de Curling Mixto Doble se celebró en Cortina d'Ampezzo (Italia) entre el 18 y el 26 de abril de 2009 bajo la organización de la Federación Mundial de Curling (WCF) y la Federación Italiana de Curling.

## Tabla de posiciones
| Pos | Grupo A         | G | P | G–P |
| --- | --------------- | - | - | --- |
| 1   | Suiza           | 8 | 0 | –   |
| 2   | República Checa | 6 | 2 | 1–0 |
| 3   | Polonia         | 6 | 2 | 0–1 |
| 4   | Letonia         | 4 | 4 | 1–0 |
| 5   | Francia         | 4 | 4 | 0–1 |
| 6   | Japón           | 3 | 5 | 1–0 |
| 7   | Austria         | 3 | 5 | 0–1 |
| 8   | Eslovaquia      | 2 | 6 | –   |
| 9   | Gales           | 0 | 8 | –   |

| Pos | Grupo B       | G | P | G–P |
| --- | ------------- | - | - | --- |
| 1   | Canadá        | 8 | 0 | –   |
| 2   | Finlandia     | 7 | 1 | –   |
| 3   | Escocia       | 6 | 2 | –   |
| 4   | Rusia         | 4 | 4 | 1–0 |
| 5   | Nueva Zelanda | 4 | 4 | 0–1 |
| 6   | Italia        | 3 | 5 | –   |
| 7   | Inglaterra    | 2 | 6 | 1–0 |
| 8   | Australia     | 2 | 6 | 0–1 |
| 9   | Bulgaria      | 0 | 8 | –   |

## Cuadro final
|  | Semifinales | Semifinales |   |        | Final        | Final |  |
|  |             |             |   |        |              |       |  |
|  |             |             |   |        |              |       |  |
|  | Hungría     | 7           |   |        |              |       |  |
|  | Canadá      | 5           |   |        |              |       |  |
|  |             |             |   |        |              |       |  |
|  |             |             |   |        |              |       |  |
|  |             |             |   |        | Hungría      | 4     |  |
|  |             | Suiza       | 7 |        |              |       |  |
|  |             |             |   |        |              |       |  |
|  |             |             |   |        |              |       |  |
|  |             |             |   |        | Tercer lugar |       |  |
|  |             |             |   |        |              |       |  |
|  | China       | 2           |   | Canadá | 6            |       |  |
|  | Suiza       | 10          |   |        | China        | 5     |  |

## Medallistas
| Evento      | Oro                                | Plata                                   | Bronce                                |
| ----------- | ---------------------------------- | --------------------------------------- | ------------------------------------- |
| Mixto doble | Suiza · Irene Schori · Toni Müller | Hungría · Ildikó Szekeres · György Nagy | Canadá · Allison Nimik · Sean Grassie |